# باربرا راي
باربرا راي (بالإنجليزية: Barbara Rae)‏ هي رسامة بريطانية، ولدت في 10 ديسمبر 1943 في فلكرك في المملكة المتحدة.